# Тахтинский сельсовет
Тахти́нский сельсове́т — упразднённое сельское поселение в составе Ипатовского района Ставропольского края Российской Федерации.
Административный центр — село Тахта.

## География
Находилось в северо-западной части Ипатовского района. С севера граничило с Республикой Калмыкия, на западе — с Красногвардейским районом. Общая площадь территории муниципального образования составляла 177,11 км². Расстояние от административного центра муниципального образования до районного центра — 71 км.

## История
С 1920 по 1924-й год Тахтинский сельсовет входил в Медвеженский уезд.
28 января 1924 года хутор Тахта был переименован в посёлок Добровольный.
В 1926 году в Тахтинском сельсовете числились хутора Брежников, Восточный, Добровольный, Неупорный, Объединённый и сама Тахта.
5 декабря 1928 года хутор Неупорный Тахтинского сельсовета был передан в Янушевский сельсовет.
7 июня 1929 года из Дмитриевского сельсовета в Тахтинский был передан хутор Восточный.
4 октября 1932 года хутор Новый из Ново-Андреевского сельсовета передан в Тахтинский сельсовет.
21 октября 1953 года хутора Клин, Передовой, Восточный были перечислены в Первомайский сельсовет.
18 июня 1954 года Тахтинский и Ново-Андреевский сельсоветы были объединены в Тахтинский сельсовет.
12 июля 1955 года хутора Вольный крестьянин, Красная Поляна и Прохладный были переданы из Подлесненского в Тахтинский сельсовет.
14 апреля 1969 года из учётных данных исключён х. Прилесный как фактически не существующий.
25 ноября 1970 года исключён из учётных данных хутор Подлесный как фактически не существующий.
1 мая 2017 года все муниципальные образования Ипатовского района были объединены в Ипатовский городской округ.

## Население
| 1989  | 2002  | 2010  | 2011  | 2012  | 2013  | 2014  | 2015  | 2016  |
| ----- | ----- | ----- | ----- | ----- | ----- | ----- | ----- | ----- |
| 3461  | ↘3211 | ↘3031 | ↘3020 | ↘2944 | ↘2886 | ↗2897 | ↘2827 | ↘2785 |
| 2017  |       |       |       |       |       |       |       |       |
| ↘2782 |       |       |       |       |       |       |       |       |

### Национальный состав
По итогам переписи населения 2010 года на территории сельского поселения проживали следующие национальности (национальности менее 1 %, см. в сноске к строке «Другие»):
| Национальность | Численность | Процент |
| -------------- | ----------- | ------- |
| Русские        | 2861        | 94,39   |
| Даргинцы       | 36          | 1,19    |
| Другие         | 134         | 4,42    |
| Итого          | 3031        | 100,00  |

## Состав поселения
До упразднения Тахтинского сельсовета в состав его территории входили 2 населённых пункта:
| № | Населённый пункт | Тип населённого пункта       | Население |
| - | ---------------- | ---------------------------- | --------- |
| 1 | Новоандреевское  | село                         | ↘170      |
| 2 | Тахта            | село, административный центр | ↘2412     |

## Местное самоуправление
- Совет депутатов сельского поселения Тахтинский сельсовет (состоял из 10 депутатов, избираемых на муниципальных выборах по одномандатным избирательным округам сроком на 5 лет)[5]
- Администрация сельского поселения Тахтинский сельсовет[5]

Главы администрации
- Давыденко Людмила Ивановна, глава сельского поселения[5]

## Инфраструктура
- Социально-культурное объединение
- Психоневрологический интернат
- Пожарная часть № 44[20]

## Образование
- Детский сад № 21 «Улыбка»
- Средняя общеобразовательная школа № 8

## Эпидемиология
Находится в местности, отнесенной к активным природным очагам туляремии